# Principauté de Dalmatie
Pour l'ancienne province de l'Empire byzantin, voir Dalmatie (thème).
626–925
Entités précédentes :
- Dalmatia (Empire Romain d'Orient

Entités suivantes :
- Royaume de Croatie

La principauté de Dalmatie, Croatie dalmate (en croate : Dalmatinska Hrvatska), ou duché de Croatie est un État slave méridional du haut Moyen-Âge dont le territoire correspond à l'actuelle Croatie et Bosnie-Herzégovine. Les Croates s'y installent entre 626,, et 628, remplaçant la province romaine de Dalmatia. Sous Tomislav Ier, le duché devient un royaume en 925.

## Historique
Entre les IVe et Ve siècles, l'ancienne province romaine de Dalmatie est pillée par les invasions des Huns et des Goths qui passent en plusieurs vagues durant quatre décennies. Plus tard, c'est ici que se retirait l'empereur Julius Nepos après sa destitution en 475. Le roi germanique Odoacre conquiert la Dalmatie en 481. Elle échoit ensuite aux Ostrogoths tandis que les Avars s'installent en Pannonie. En 535, Bélisaire, général de l'empereur Justinien, réintègre la Dalmatie dans l'Empire romain d'Orient.
Des tribus slaves occupent l'arrière-pays de la Dalmatie au VIIe siècle et s'organisent en sklavinies, fédérées en un duché de Croatie. Un premier knèze (« roi », ou « prince ») dalmatien, Radoslav, est attesté vers l'an 688[réf. nécessaire]. Ces knèzes règnent sur des populations « dalmatiennes » qui sont de langue slave, « dalmates » de la côte (ou « morlaques ») et « valaques » des plateaux montagneux qui sont de langues romanes, et albanaises (« shqiptarët ») du sud de la région, qui sont de langue illyrienne. Progressivement, la langue slave méridionale du centre-ouest des Balkans devient la langue commune de toutes ces populations qui sont alors christianisées : celles du nord-ouest selon le rite latin, celles du sud-est selon le rite byzantin. 
Un des successeurs de Radoslav, le knèze Višeslav, doit se défendre contre les troupes franques du duc Éric de Frioul à la frontière nord près de Rijeka en 799. Après son décès en 803, son fils Borna accepte de se reconnaître vassal de Charlemagne. Il est nommé dux Dalmatiae dans les chroniques d'Éginhard vers l'an 818, et réside à Nin. Un an plus tard, il combat Ljudevit Posavski, prince slave de la Croatie pannonienne (ou Posavine), pour le compte des Francs et du duc Baldéric de Frioul.
Le prince Mislav, élu en 835 (la monarchie est élective chez les Croates), participe aux combats contre la république de Venise dirigée par le doge Pietro Tradonico. Mislav déplace sa résidence de Nin vers Klis et s'allie avec les archevêques de Salone. Ses successeurs de la famille Terpimirovitch ont pu profiter de cette union, ainsi que de la poursuite du conflit entre l'empire carolingien d'Occident et l'empire romain d'Orient (dit « byzantin » ultérieurement) qui tous deux revendiquent l'héritage romain. Le théologien Gottschalk d'Orbais, dénoncé comme « hérétique », trouve asile à la cour du prince Terpimir en 846.
À l'est, Terpimir doit se défendre contre l'expansionnisme du khan Boris Ier de Bulgarie qui cherche à réunir les Slaves du sud sous la bannière du premier Empire bulgare. Zdeslav, fils de Terpimir, reconnaît la souveraineté de l'empereur byzantin Basile Ier en 876. Trois ans plus tard, Zdeslav est tué par son parent et rival, le prince Branimir, en alliance avec le pape Jean VIII : les Croates adoptent définitivement le rite latin et l'obédience de l'église de Rome.
Prince Tomislav Ier, régnant à partir de 910, étend son pouvoir à la Croatie centrale, à la Slavonie et à la majeure partie de la Bosnie. Il est couronné roi des Croates en 925.